# Crabe rangoon
Le crabe rangoon, parfois appelé bouffée de crabe, sont des amuse-gueules à base de boulettes croustillantes fourrées servis principalement dans les restaurants sino-américains.

## Préparation
La garniture est composée d'un mélange de fromage frais, de chair de crabe ou d'imitation de chair de crabe, d'oignons verts ou d'oignons, d'ail et d'autres aromates,,,. Une petite quantité de la garniture est emballée dans chaque enveloppe de wonton chinois. La boulette est ensuite façonnée en repliant l'enveloppe en triangle,,,, pour créer une étoile à quatre branches,, en la rassemblant en forme de fleur ou de bourse,, ou en la tordant pour lui donner la forme traditionnelle du wonton.
Les amuse-gueules sont cuits jusqu'à ce qu'ils soient croustillants en les faisant frire dans de l'huile végétale ou en les faisant cuire au four,,. Ils peuvent être servis chauds ou froids,. En Amérique du Nord, le crabe rangoon est souvent servi avec une sauce pour le trempage : soit de la sauce de soja,, de la sauce aux prunes ; de la sauce duck,, de la sauce aigre-douce,,,, ou de la moutarde chinoise piquante,.